# Rwenzururu

Bandera

El regne de Rwenzururu (Obusinga Bwa Rwenzururu) és una entitat de caràcter cultural dels Banyarwenzururu (bamba i bakonzo que viuen a la muntanya Rwenzori i rodalia i altres punts.
Al segle xviii el territori estava en poder del regne de Bunyoro-Kitara i els seus habitants dividits en clans. Després de la separació del regne de Toro el 1822 van quedar fora del control de Bunyoro al que van estar enfrontats durant anys i va donar refugi a algun prínceps rebels, patint en aquestos casos les represàlies de Bunyoro. Busongora fou el punt de major oposició.
El 1899 la muntanya Rwenzori fou visitada per Stanley (que la va anomenar Ruwenzori). Stanley esmenta un rei dels bakonzo de nom Ruhandika. El 1891 fou restablert el regne del Toro, però els bakonzo i els bamba romangueren independents. El regne de Toro va rebre bona part de les salines del llac Kakule i la ruta comercial del marfil.
Quan el 1893 Bunyoro va ocupar Toro, el rei Kasagama va fugir al territori dels bakonzo, i Ruhandika el va amagar i va rebutjar a les forces de Bunyoro al combat de Mandaku. Els britànics van obligar a Bunyoro a retirar-se de Toro i van restablir el regne el 1894. Un acord entre el Regne Unit i Bèlgica va definir el límit d'Uganda en aquesta zona i el bakonzo i bamba de la zona van quedar integrats administrativament al regne de Toro el 26 de juny de 1900. Els bakonzo i els bamba no hi estaven d'acord però no tenien veu ni vot.
Un moviment rebel dirigit per Nyamutswa va esclatar el 1918 contra Toro i el 1919 se li van unir dos importants clans. Nyamutsa for declarat rei a Kanyatsi. El moviment fou dominat pels britànics i Nyamutsa, i dos caps més foren executats. Bwamba, que no era part del regne de Toro, li fou agregat administrativament el 1924 i amb tots els efectes el 1926. El 1938 els bamba que no pagaven taxes a Toro van ser obligats a fer-ho.
El 1954 Isaya Mukirania va fundar la Bakonzo Life History Research Society i va originar el nou moviment bakonzo-bamba que va agafar forma el 1961. En aquest any es va dirigir un memoràndum al governador britànic Andrew Cohen, demanant un districte separat Bamba-Bakonzo. Els consellers d'aquesta zona al consell del regne el van abandonar el 13 de març de 1962.
El 30 de juny de 1962 els bamba i bakonzo van proclamar la separació del regne de Toro del subdistricte que ocupaven, anomenat Rwenzururu; el regne en aquell moment tenia estatus de districte i incloïa els comtats de Bwamba, Burahya, Bunyangabu, i Busongora (Busongora fou després dividit pel comissionat del districte de Toro en Busongora i Bukonzo). El setembre de 1962 es va demanar el districte separat a Milton Obote, primer ministre electe 
Després es va erigir en regne; un dels motius era que la constitució que es preparava per al 1963 establia que el president d'Uganda havia de ser un dels sobirans tradicionals (Mutesa II de Buganda fou el primer president) i els banyarwenzururu amb el seu regne també volien estar representats, i el 30 de juny de 1963 van proclamar a Isaya Mukirania com a rei. Muhindo Murahya va hissar la primera bandera i va fer l'anunci a la Radio Colonial d'Uganda. El govern va nomenar una comissió. El 1964 els batoro van fer una massacra de persones dels bakonzo i bamba, que va durar 14 dies; la policia ugandesa va haver d'intervenir.
El regne però va continuar funcionant i assolint serveis. En una cerimònia tradicional el 30 de juny de 1965 Isaya Mukirania fou coronat a l'estil tradicional. Va morir el 2 de setembre de 1966 i els ancians van escollir al seu fill gran Charles Mumbere Kibanzanga II. El 19 d'octubre de 1966 es va reunir l'assemblea del regne que va coronar al rei (22 d'octubre). Com a regent fou nomenat Yohana Mwambalha i la reina mare Christine Mukirania i Samwiri Mukirania va romandre primer ministre fins a la seva retirada el 1971 i després d'uns mesos de vacant fou nomenat Yolamu Mulima (1972) quan el rei va esdevenir major d'edat.
El 1967 els regnes tradicionals foren abolits per Milton Obote però els banyarwenzururu van continuar amb el seu regne a les muntanyes. El 25 de gener de 1971 va pujar al poder Idi Amin Dada, que es va trobar amb els caps bamba-bakonzo i va crear en el paper el nou districte de Rwenzururu, que finalment van esdevenir els districte de Rwenzori i Semuliki el 5 de maig de 1971.
El president Geofrey Binaisa va canviar el nom del districte de Rwenzori a districte de Kasese i el de Semliki a Bundibugyo (de fet va canviar els noms de tots els districtes al nom de la seva capital). El 15 d'agost de 1982 el rei va entregar tot el seu armament al govern d'Uganda, on havia tornat al poder Milton Obote, després de rebre la promesa del restabliment dels regnes tradicionals incloent el de Rwenzururu. El rei va rebre el títol de cap de residents del districte de Kasese i li va donar una casa, dos botigues, un autobús, un camió i un automòbil.
El 1986 va pujar al poder Yoweri Museveni que el 1993 va decidir restaurar els regnes, però el de Rwenzururu no fou restaurat. El 1995 es va fer una petició formal en aquest sentit.
El 1997 les Forces Democràtiques Aliades, un grup musulmà que tenia suport del Sudan, va operar al districte de Kasese, i el rei fou acusat de donar-hi suport i el 1998 fou deposat pel consell d'ancians però molts joves bakonzo van anunciar que s'unirien a la Forces Democràtiques Aliades si el rei estava al seu costat. El rei havia fugit a l'estranger i fou convidat a tornar pel govern. Es va entrevistar amb el president (20 de novembre de 1988) i va justificar que no era ni membre ni simpatitzant del grup musulmà. Va rebre passaport diplomàtic i diverses concessions i es va acordar un tractament especial de distinció, obtenint la promesa de restaurar el regne. El rei va marxar als Estats Units per fer estudis amb la seva filla princesa Joyce Furaha Biira.
Després d'un procés complicat finalment es va anunicar que el regne era reconegut el 17 de març de 2008 però l'endemà es va rectificar, i aclarir que en realitat el que el gabinet tenia a punt era l'acord per aprovar aquest fet, que havia de ser decidir pel govern abans de les eleccions del 2011.

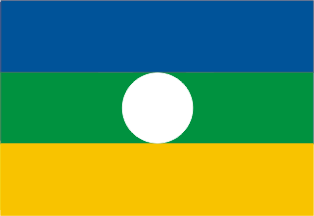
Bandera de 1962

## Bandera
La bandera fou adoptada el 1962 i és horitzontal amb tres colors, blau (que representa l'amor), ver (que representa la fecunditat) i groc (que representa al sol). Al centre ocupant tota l'amplada de la franja verde, un disc blanc, representant les neus del Rwenzori (Ruwenzori) 
El 1982 el disc es va fer més gran i s'hi va incloure la figura d'un mono (Colubus monkey) que representa la inviolabilitat del territori de la tribu Bakonzo